# Mar (vegetatie)

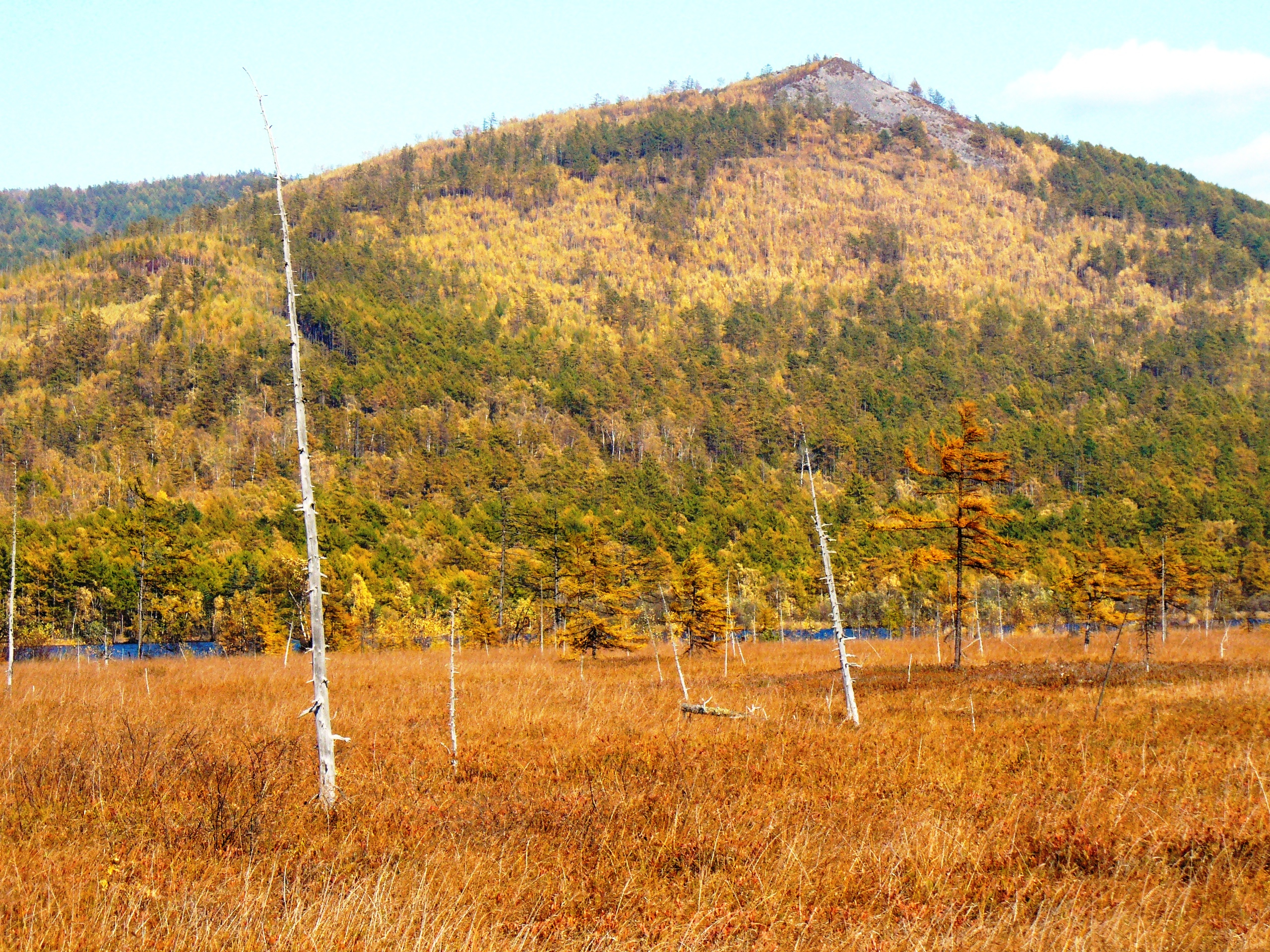
Mari in de benedenloop van de rivier Toemnin in het Russische Verre Oosten

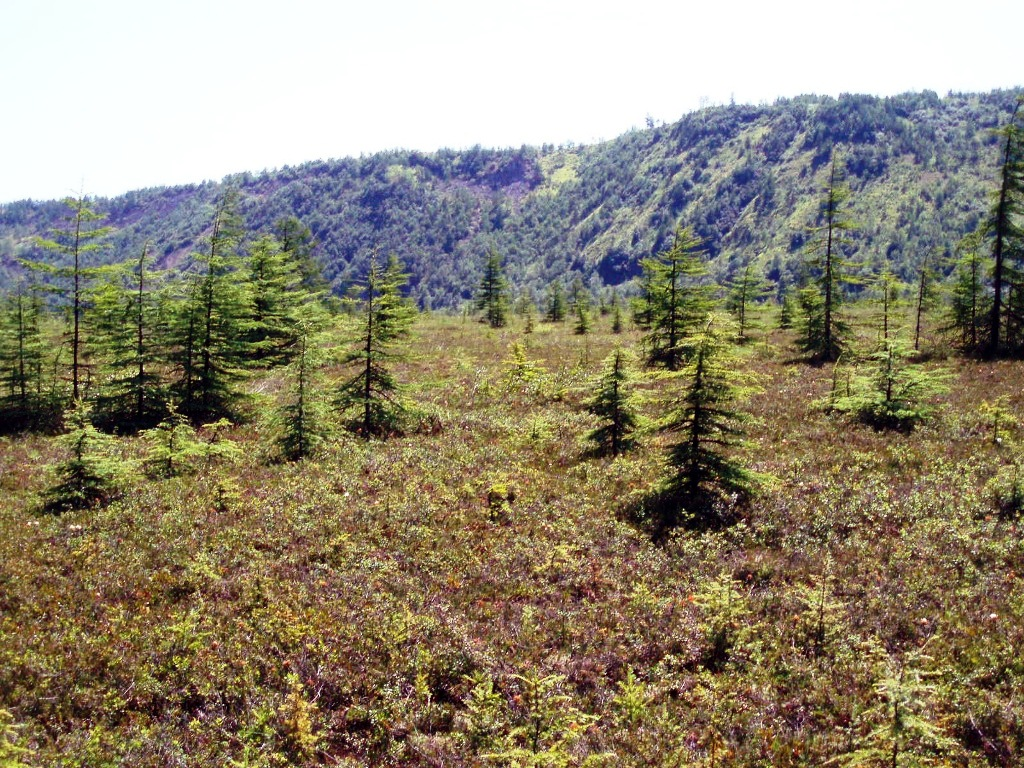
De belangrijkste vegetatie bestaat uit mossen, onvolgroeide lariks, bosbessen, veenbessen, kruipbramen, veenbessen en kraaihei

Een mar (Russisch: марь, meervoud мари; mari) is een zeer moerassig gebied in (rivier)dalen nabij berghellingen in Oost-Siberië dat ofwel begroeid is met veenmos of bestaat uit pollen begroeid met cypergras, moerasrozemarijn en dwergmoerasberkenstruiken met her en der enkele verspreide lariksen. Mar is een Evenks woord voor "dwergberkgroei", "moeras" of "toendra".
De vorming van moerassen wordt bevorderd door de brede verspreiding van permafrost, die op sommige plaatsen twee tot drie meter dik is. Deze permafrost houdt het vocht vast aan de oppervlakte en zorgt zo voor de aanwezigheid van veel vocht in dergelijke gebieden.

## Classificatie
Er worden drie soorten mari onderscheiden:
- Veenmoerasmari en veenmos-lariks-mari. Deze soorten worden gevormd onder de invloed van voortdurend overmatig vocht op koude veengrond. Hieronder vallen gebieden met witkleurige moerassen en dwergberkstruikgewas.
- veenmos-moerasrozemarijn-mari, Deze soort bestaat uit lagere pollen en armere grassen en kruiden, die bestaan uit Carex meyeriana, wollegras, dotterbloem, pimpernel en veenmos. Ook komen er heesters voor zoals rijsbes en moerasrozemarijn, die echter kleiner zijn en slechter groeien dan op andere plekken. Het bovenste bladerdak wordt gevormd door Betula fruticosa en kruipende salix nigra.
- rijsbes-cypergraspollendrasland-mari. De belangrijkste struikensoorten bij deze mar zijn de Betula fruticosa, salix nigra en Alnus viridis fruticosa. Verder groeien er rijsbessen en een enkele keer moerasrozemarijn. De grasbedekking is zeer dicht en bestaat uit cypergras, struisriet, pimpernel en waterdrieblad.

## Functies
In mari wordt vocht opgeslagen en bewaard, dat rivieren voedt of doet ontspringen. Het geleidelijk ontdooien van de bovenste permafrostlaag in de zomer zorgt voor een gelijkmatige doorvoer van het water. 
De bessen van de kraaihei die er groeit worden geplukt door mensen en dienen in de herfst en winter ook tot voeding voor elanden, reeën, auerhoenen, hazelhoenen en korhoenen. Het gras en de struiken worden eveneens gegeten door elanden, reeën en edelherten.